# Airplanes
Singles par B.o.B
Don't Go There
(2010) Magic
(2010)
Airplanes est le second single officiel et le troisième au total du premier album studio de B.o.B, B.o.B Presents: The Adventures of Bobby Ray. La piste comprend Hayley Williams, la chanteuse du groupe de rock alternatif Paramore et est produite par Alex da Kid avec DJ Frank E qui reçoit un crédit en tant que coproducteur de la chanson. La musique et le refrain est écrite par Kinetics & One Love. La chanson est sortie sur les radios urbans le 27 avril 2010.
Airplanes atteint la première place au Royaume-Uni et également en Nouvelle-Zélande ainsi que le top trois en Australie, au Canada, en Irlande et aux États-Unis. Airplanes, Part II, la suite de la chanson, contient le rappeur Eminem ainsi que Williams. La collaboration remporte une nomination aux Grammy Awards pour la meilleure collaboration pop avec chants.

## Information sur la chanson
L'apparition de Williams dans la chanson est expliqué par elle-même et B.o.B dans plusieurs interviews avec MTV. Williams dit que Paramore était en tournée quand on lui a donné la chanson et elle a « très aimée la partie » et elle a accepté d'apparaître sur la chanson. B.o.B dit qu'il a « toujours été un fan d'Hayley » et il ne s'attendait pas à une collaboration entre eux si tôt. Le duo n'a pas été ensemble en studio pour enregistrer la chanson et ne s'étaient jamais rencontrés en personne selon Williams,. B.o.B et Williams se sont rencontrés pour la première fois durant les MTV Video Music Awards 2010 où ils chantent Airplanes en direct pour la première fois ensemble.

## Clip vidéo
Un clip vidéo avait déjà été tourné avec Williams. B.o.B tourne ses scènes pour la vidéo en avril mais Williams pouvait seulement tourner ses parties après la fin de la tournée de printemps de Paramore donc c'est pour cela qu'ils ne sont jamais dans la même pièce dans la vidéo. Le clip vidéo, réalisé par Hiro Murai, est disponible pour la première fois sur iTunes le 15 juin 2010. La vidéo présente plusieurs scènes où B.o.B rappe ses couplets dans une fête, sur scène et dans une pièce remplie de lumières et également il y a des paroles de la chanson qui sont affichés tandis que Hayley Williams chante l'accroche dans une pièce lumineuse et elle marche à travers des photographies.

## Ventes

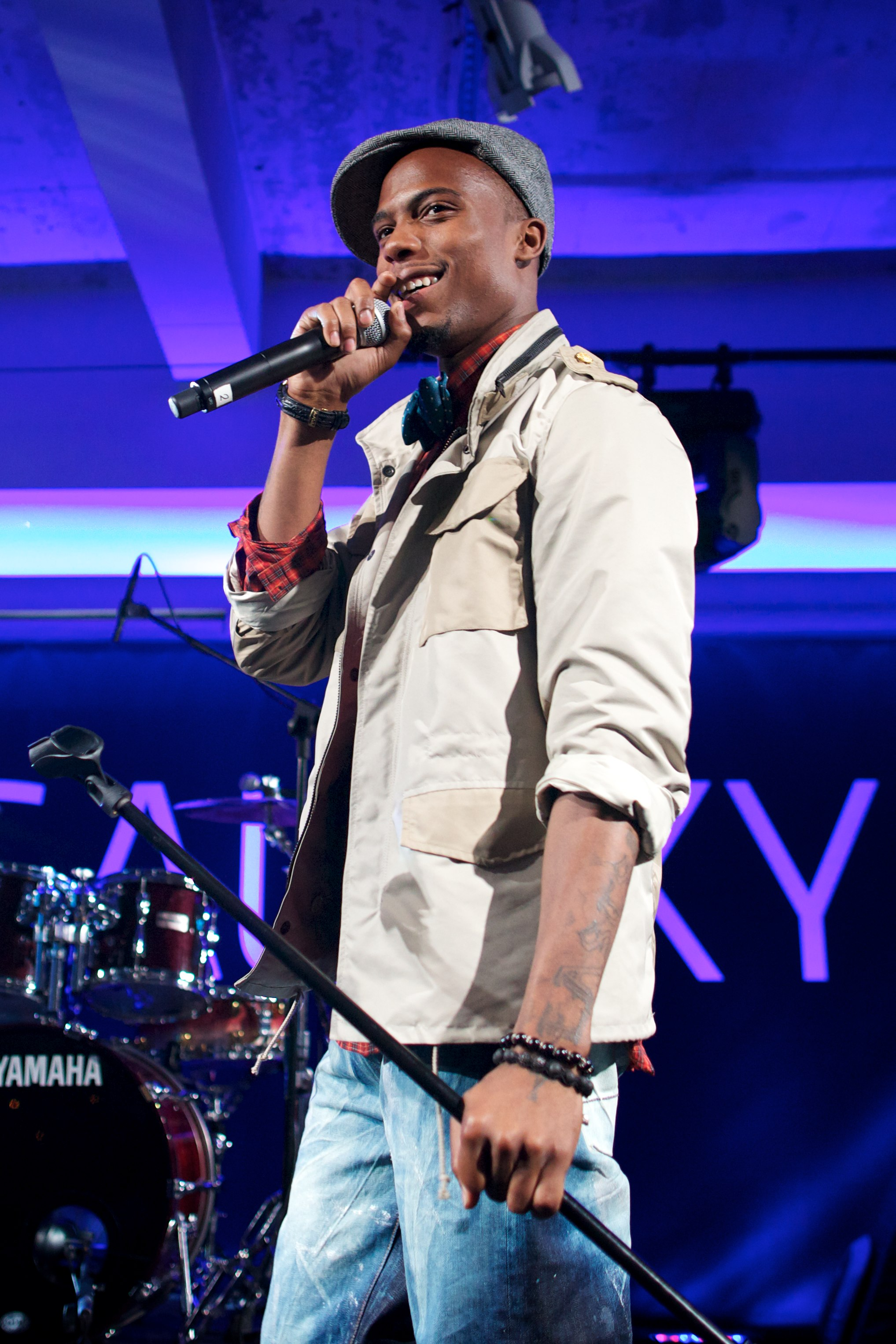
Airplanes permet à B.o.B de faire sa meilleure entrée dans le classement Billboard Hot 100.

Airplanes se vend à 138 000 téléchargements dans sa première semaine et débute à la cinquième place du classement Billboard Hot Digital Songs. Ces ventes permettent de faire entrer la chanson à la 20e position du Billboard Hot 100 ce qui en fait la meilleure entrée de B.o.B et la première entrée de Williams dans le classement. La chanson continue à monter dans le classement et atteint la seconde place dans sa sixième semaine mais perd la première place au profit de OMG de Usher. Airplanes entre dans de nombreux classements Billboard dont les classements Pop Songs et Rap Songs, où la chanson se classe à la seconde place,. Airplanes se vend à plus de 4 millions d'exemplaires numériques en décembre 2010 selon Nielsen Soundscan et devient un plus grand succès aux États-Unis que son premier single, Nothin' On You.
Ailleurs, Airplanes se place bien dans les classements des pays où il sort mais perd la première place au profit de California Gurls de Katy Perry dans plusieurs pays. La chanson débute à la 62e place dans le Canadian Hot 100 puis atteint sa meilleure position qui est la seconde dans sa neuvième semaine dans le classement. En Australie, la chanson débute à la 18e position et prend la seconde place après trois semaines dans le classement et reste à cette position pendant six semaines non-consécutives. C'est en Nouvelle-Zélande que la chanson atteint pour la première fois, la première place. Après trois semaines de classement (où il avait commencé à la troisième place), la chanson prend la première place et y reste pendant cinq semaines consécutives. Airplanes reçoit plus tard un disque de platine en Nouvelle-Zélande grâce à son succès commercial.
En Europe, la chanson est sortie dans de nombreux pays dont au Royaume-Uni, en Irlande, aux Pays-Bas, en Norbège et en Suède. La première apparition de Airplanes dans un classement européen est en Norvège et en Irlande où la chanson atteint le top dix dans ces deux pays. Au Royaume-Uni, cependant, la chanson a plus de succès. Il débute à la 23e place du UK Singles Chart et au bout de cinq semaines dans le classement, la chanson arrive à atteindre la seconde position mais perd la première place contre toujours California Gurls de Perry. Dans la même semaine, Airplanes est numéro un du UK R&B Chart. La semaine suivante, Airplanes prend la première place au Royaume-Uni (avec uniquement 75 892 téléchargements) et devient le second single numéro un de B.o.B dans ce classement. Airplanes prend également la seconde position dans le classement European Hot 100.
La chanson se classe à la 6e position du classement de fin d'année de Billboard.
Au 14 janvier 2011, le clip vidéo officiel de AtlanticVideos sur Youtube avait plus de 114 000 000 vues.
La chanson est la 21e chanson la plus téléchargé dans l'histoire du classement britannique.

## Suite
Une suite de la chanson intitulé Airplanes, Part II contient deux nouveaux couplets de B.o.B et les voix d'Eminem ainsi que celle de Hayley Williams. La chanson a également un rythme et un refrain plus rapide de Hayley Williams par rapport à la chanson originale. La chanson est produite par Alex da Kid avec la production en plus de Eminem. Alex da Kid dit que le rythme pour Airplanes Part II était le rythme original de la chanson. Dans la chanson, Eminem et B.o.B se demandent ce qui serait arrivé s'ils n'avaient pas poursuivi de carrière musicale. B.o.B poste la chanson sur son compte officiel Twitter en affirmant qu'il voulait que la chanson soit divulguée par lui depuis que les autres chanson de son album ont été divulguées. Quand on lui demande comment il a collaboré avec Eminem, B.o.B déclare :

« Paul Rosenberg lui a joué la mixtape Cloud 9 et ça lui a donné une idée sur comment ma musique [sonne]. Finalement, il commence à jouer avec Eminem encore plus de mon travail et il l'a gardé pour observer mes progrès et finalement il voulait entrer en studio avec moi, donc c'était un cadeau. »

B.o.B, Eminem, et Keyshia Cole (en remplacement de Hayley Williams) interprètent la chanson aux BET Awards 2010 le 27 juin 2010 dans un medley avec Not Afraid de Eminem. B.o.B chante la chanson avec Eminem sur son Home & Home Tour. Airplanes, Part II reçoit une nomination pour le Grammy Award de la meilleure collaboration pop avec chants.

## Classements et certifications
| Classement (2010)                       | Meilleure position |
| --------------------------------------- | ------------------ |
| Allemagne (Media Control AG)            | 8                  |
| Australie (ARIA)                        | 2                  |
| Autriche (Ö3 Austria Top 40)            | 2                  |
| Belgique (Flandre Ultratop 50 Singles)  | 9                  |
| Belgique (Wallonie Ultratop 50 Singles) | 12                 |
| Canada (Hot 100)                        | 2                  |
| Tchéquie (IFPI Rádio)                   | 9                  |
| Danemark (Tracklisten)                  | 5                  |
| Union européenne (Billboard Hot 100)    | 2                  |
| Finlande (Suomen virallinen lista)      | 7                  |
| France (Digital SNEP)                   | 7                  |
| Hongrie (Rádiós Top 40)                 | 2                  |
| Irlande (IRMA)                          | 2                  |
| Italie (FIMI)                           | 10                 |
| Pays-Bas (Nederlandse Top 40)           | 4                  |
| Nouvelle-Zélande (RMNZ)                 | 1                  |
| Norvège (VG-lista)                      | 6                  |
| Pologne                                 | 4                  |
| Roumanie                                | 54                 |
| Écosse (OCC)                            | 1                  |
| Slovaquie (IFPI Rádio)                  | 15                 |
| Suède (Sverigetopplistan)               | 10                 |
| Suisse (Schweizer Hitparade)            | 5                  |
| Royaume-Uni (UK Singles Chart)          | 1                  |
| Royaume-Uni (UK R&B Chart)              | 1                  |
| (Billboard Hot 100)                     | 2                  |
| (Billboard Hot R&B/Hip-Hop Songs)       | 65                 |
| (Billboard Rap Songs)                   | 2                  |
| (Billboard Mainstream Top 40 Pop Songs) | 2                  |
| Classement (2011)                       | Meilleure position |
| France (SNEP)                           | 89                 |

| Classement (2010)   | Position |
| ------------------- | -------- |
| Australie           | 11       |
| Autriche            | 35       |
| Belgique (Néer.)    | 51       |
| Belgique (Fr.)      | 91       |
| Canada              | 8        |
| Union européenne    | 37       |
| Allemagne           | 57       |
| I Italie            | 47       |
| Pays-Bas            | 50       |
| Suisse              | 23       |
| Royaume-Uni         | 7        |
| Billboard Hot 100   | 6        |
| Billboard Pop Songs | 2        |
| Billboard Rap Songs | 11       |

| Pays             | Certification |
| ---------------- | ------------- |
| Australie        | 3 × Platine   |
| Autriche         | Or            |
| Canada           | 2 × Platine   |
| Danemark         | Or            |
| Italie           | Or            |
| Nouvelle-Zélande | Platine       |
| États-Unis       | 3 × Platine   |

## Reprises
- Rihanna reprend la chanson durant la partie nord-américaine de son Last Girl on Earth Tour.
- The Ready Set reprend la chanson pour l'album compilation Punk Goes Pop 3 qui est sorti le 2 novembre 2010.
- Boyce Avenue reprend la chanson pour leur album New Acoustic Sessions.
- Avril Lavigne reprend le refrain en faisant un remix avec sa chanson My Happy Ending durant toute la tournée The Black Star Tour.